# Lelin-Lapujolle
Lelin-Lapujolle è un comune francese di 230 abitanti situato nel dipartimento del Gers nella regione dell'Occitania.

## Società

### Evoluzione demografica
Abitanti censiti